# Мурахоїд великий
Мурахоїд великий велетенський або трипалий (Myrmecophaga tridactyla) — найбільший представник надряду неповнозубих ряду Pilosa. Етимологія: грец. μύρμηξ — «мураха», грец. φάγ — «їсти»; грец. τρία — «три», грец. δάκτυλος — «палий». Розривши великими кігтями термітник чи мурашник, тварина довгим висунутим язиком добуває приблизно 30 000 мурах і термітів на день.

## Опис
Довжина його тіла досягає 110—130 см. Зовнішній вигляд мурахоїда, як і інших представників неповнозубих, вельми химерний: довга вузька морда, що нагадує трубку, крихітні вузькі очі, довгий, стиснутий зі сторін хвіст з урахуванням шерсті в довжину досягає 95 см, а то й більше. Вага дорослої особини — до 40 кг, загальна довжина тіла від носа до кінчика хвоста — близько 2,3 м.

## Спосіб життя
Гігантський мурахоїд веде наземний спосіб життя. На відміну від карликового мурахоїда, він не вміє лазити по деревах. Як і його деревні родичі, він активний переважно вночі, але в безлюдних місцях нерідко блукає і вдень. Спить до 16 годин на добу. Ходити по землі, маючи такі довгі кігті, важко, тож мурахоїди змушені підгинати кігті та спиратися на тильний бік передніх лап. Зате такими кігтями легко захищатися від хижаків — одним ударом лапи великий мурахоїд здатний випатрати собаку. Навіть ягуар — найбільший хижак Південної Америки — воліє не мати справи з цими тваринами.

### Живлення
Живиться мурахоїд мурахами та термітами. Зруйнувавши кігтями термітник або мурашник, він приступає до трапези. Мурахоїд викидає 60-сантиметровий язик, змочений липкою слиною, частотою у 160 разів на хвилину, добуваючи за день до 30 000 комах. Також нещодавно було встановлено, що мурахоїди можуть живитися і плодами пальмового дерева, розриваючи плід гострими кігтями, добуваючи таким чином собі вологу та вітаміни.

### Розмноження
Самиці мурахоїда — турботливі матері, вони носять на спині єдине чадо і не розлучаються з ним від народження й до наступної вагітності. Завдяки забарвленню, подібному до материнського, дитинча майже непомітне.

## Охоронний статус
Гігантський мурахоїд — рідкісна тварина, занесена до Червоного списку МСОП — статус «вразливий».

## Галерея

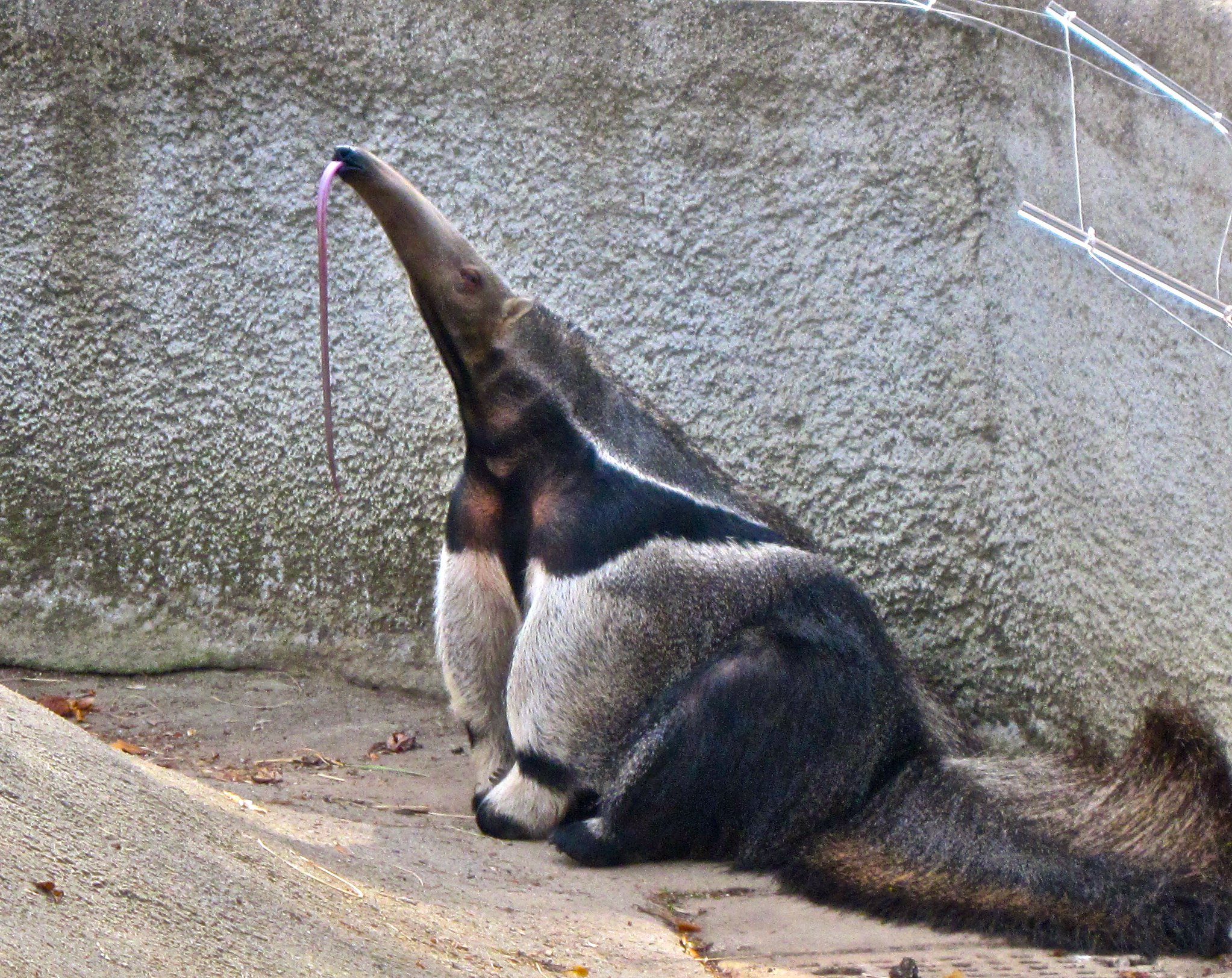
Мурахоїд з висунутим язиком (Детройт, США)
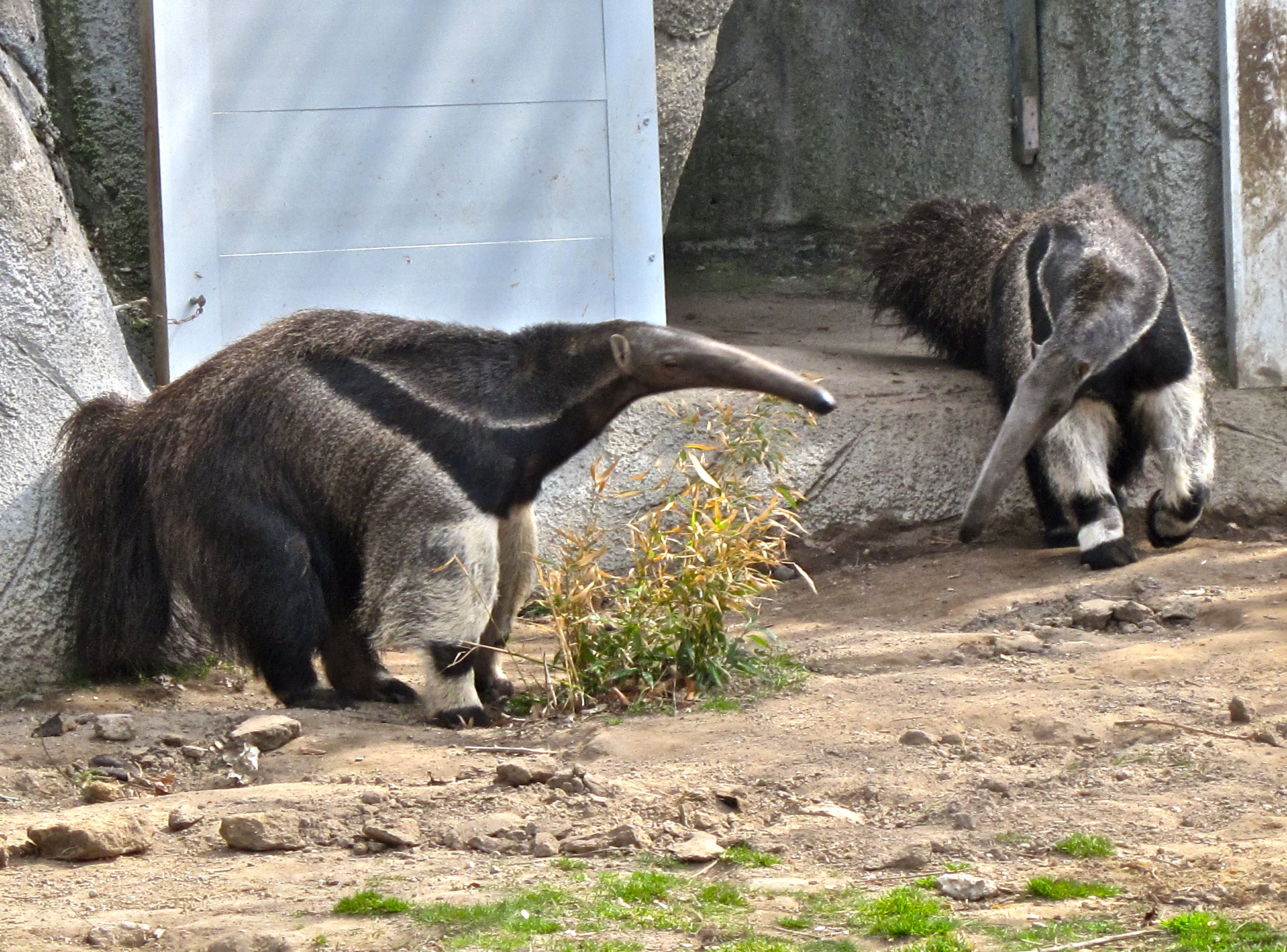
Пара гігантських мурахоїдів (Детройт, США)
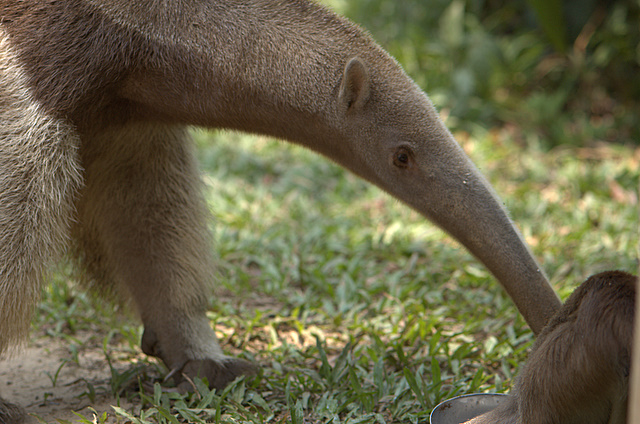
Гігантський мурахоїд зблизька